# Museu dels Volcans
El Museu dels Volcans era la secció de ciències del Museu de la Garrotxa. Estava situat a la torre Castanys, al bell mig del Parc Nou d'Olot. Presentava els fenòmens vulcanològics amb maquetes, ordinadors tàctils, mòduls interactius i un simulador de terratrèmols, únic a Catalunya. També s'hi presentaven els principals ecosistemes vegetals i animals. Inaugurat el 1991, va tancar el 2022, amb l'obertura de l'Espai Cràter.
El museu integrava espais interiors —d'exposició permanent i temporal— i espais exteriors —amb el jardí botànic de vegetació natural olotina i el jardí de plantes medicinals. Presentava el medi físic de la Garrotxa incidint, per una banda, en els fenòmens sísmics i vulcanològics i, per l'altra, en els principals ecosistemes. Entendre quina és la naturalesa geològica de la terra i les causes dels terratrèmols i dels volcans, i quines són les principals característiques del vulcanisme era l'objectiu de la primera part del recorregut. La segona part estava dedicada a explicar, mitjançant uns diorames, com eren els principals ecosistemes de la Garrotxa. A més de conèixer com eren els boscos de ribera, les fagedes, les rouredes, els alzinars, les zones no boscoses i els medis urbans, es presentava la gran diversitat d'espècies animals i vegetals que els habitaven. L'exposició es complementava amb un muntatge audiovisual que parlava de l'activitat sísmica i volcànica de la zona. El visitant hi podia viure una simulació d'un terratrèmol.